# Chuck Wepner
Chuck Wepner (ur. 26 lutego 1939 w Bayonne, New Jersey) – amerykański pięściarz wagi ciężkiej.
Jego bilans walk to 35-14-2.
W 1975 roku walczył z Muhammadem Ali. W 9. rundzie położył go na deski, jednak ostatecznie przegrał pojedynek na 19 sekund przed końcem ostatniej, 15. rundy, gdy został trafiony przez Alego, a sędzia, wyliczywszy Wepnera do siedmiu i widząc go nadal zamroczonym, zakończył starcie, ogłaszając TKO (techniczny nokaut). Występ Wepnera był bezpośrednią inspiracją do powstania filmu Rocky.